# ことばのプリズム
『ことばのプリズム』は、1985年9月2日から1989年6月30日までTBS（当時の社名は東京放送）で放送されていた教養番組である。ソニーの一社提供。

## 概要
オープニングCG10秒＋本編30秒＋ソニーの変則CM20秒という構成のミニ番組。最も短い時間で放送の初めての帯番組であり、オープニングCGに初めて合成音声が使われたことでも話題になった。
番組は毎回1つの言葉（主に動詞）をテーマにして進行。まず番組タイトル「ことばのプリズム」の読み上げを音声合成で1文字ずつ行った後、テーマにした言葉に使われている文字がデザイン化されたものから漢字へとモーフィングしていくアニメーションを放送。その後にテーマに関する話題を出していた。語源や漢字の成り立ちといった言語関連の話題のほか、科学実験や簡単な遊びなども取り上げていた。
中期以降の出演者は子役時代の安達祐実（当時4歳）で、さらにそれ以前には兄の安達哲朗が出演していた。後日、安達祐実はTBSの番組のなかで、この番組が自身のテレビデビュー作であると語っている。ナレーターを務めていたのは声優の井上瑤で、番組開始から終了まで不変だった。
番組制作はTBS映画社（後のTBSビジョン）が、CGアニメーションは増田順子（後の杉森順子、愛知工科大学工学部情報メディア学科准教授）が担当。演出を担当していたのはCMディレクターの原嗣郎で、当時TBS映画社CM制作部のプロデューサーだった登川明生（後のTBSグループの連結子会社・ビューキャストの執行役員）がキャスティングした。原は番組開始から終了まで演出を一手に担い続けていた。なお、番組のラストには彼らの名前を表示するスタッフロールが無く、代わりにTBSとソニーの社名のみが表示されていた。
基本的に毎週月曜 - 金曜 19:58 - 20:00 （日本標準時）に放送されていたが、同時間帯に期首特別番組やプロ野球ナイター中継（19:00 - 20:51）が編成される際には20:51 - 20:54 （正式な開始時刻は20:52）に繰り下げていた。また、1986年10月から1987年3月までは『ドキド欽ちゃんスピリッツ!!』（火曜 19:20 - 20:51）が放送されていたことから、火曜放送分のみ一時的に20:51 - 20:54へ移動していた。年末年始特番の編成時には放送を休止していた。
番組は後に放送番組センターの供給番組となり、ローカル局や独立UHF局でも放送されるようになった。